# Peter Alberg
Peter Alberg (født 1770 i København, død 21. september 1831 sammesteds) var en dansk statsgældsdirektør. 
Han blev student 1786, volontør i Finansdeputationen 1787, kopist sammesteds 1790, juridisk kandidat 1798, fuldmægtig 1799, bogholder 1802, kammerråd 1811, direktør i Finanskassedirektionen 1812, justitsråd 1814, etatsråd 1815, medlem af direktionen for statsgælden og den synkende fond 1816, konferensråd 1829. Alberg blev 17. februar 1822 Ridder af Dannebrog og 25. maj 1826 Dannebrogsmand.
Han skildres som en elskværdig og retskaffen karakter og som en meget flittig, pålidelig og dygtig embedsmand. Et vidnesbyrd om den anseelse, han nød, turde det være, at han var en af de tre kommissærer, der fra dansk side udnævntes til at ordne de finansielle forhold til Norge efter Kielerfreden.